# نرغور
نرغور هي قرية في مقاطعة نائين، إيران. يقدر عدد سكانها بـ 45 نسمة بحسب إحصاء 2016.